# 三國志X
『三國志X』（さんごくし・テン）は、2004年にコーエー（現・コーエーテクモゲームス）から発売された歴史シミュレーションゲーム。「三國志シリーズ」の第10作。パソコン用で発売された後、PlayStation 2に移植された。音楽は池頼広が担当。
パワーアップキットはWindows版のみが発売されており、またそれまでの作品のパワーアップキットにはコーエーのサイト「GAMECITY」でのユーザー登録用シリアルは付属していなかったが、本作のパワーアップキットではシリアルも付属している。
Windows版はソースネクストから無印・PKともに廉価版が発売されているが、初期版については「GAMECITY」用シリアルが記載されていないものがある。ソースネクストに問い合わせることでシリアルがメールで送付される。その後シリアルの不具合が修正されたものが発売された。

## 内容

### 概要
前作では君主プレイだったが、再び『三國志VII』・『三國志VIII』と同じ武将プレイに戻った。

### 身分
君主、都督、太守、一般、在野の5種類である。『VIII』と同じく放浪軍も採用されている。本作では軍師は特技の一つとなり、役職ではなくなった。

### マップ
前作に引き続き一枚マップを採用している。都市間を移動する際に武将や軍隊がマップ上に表示される。移動中に他の武将に話したり襲撃を仕掛けアイテムを奪うことも可能。軍隊だと軍隊同士が接触することで強制的に野戦が行われる(同盟・従属は除く)。他に賊将の襲撃や賊軍の略奪、酒家の依頼事で探索などさまざま。所持アイテムに名馬があったり、軍隊が騎馬隊のみだと移動速度が上昇する。

### 進行単位
1日単位で進行し、各コマンドの経過日数が定められている。施設や都市から退出したり、アイテムを一個売買するだけでも1日経過する。異例として輸送に限り日数がなぜか経過しない仕様となっている。

### 在野武将
実行できる行動が増加した。在野でありながら私兵を率いることができ、戦争に援軍として参加したり、都市を攻撃したりすることが可能となった。

### 舌戦
文官の一騎討ちともいえる「舌戦」システムが初めて導入された。ビンゴゲームの改良版だと思えばわかりやすいだろう。お互いにコマンドを出し合い、数字が大きい方が攻撃側となる。コマンドの所持数や基本的な攻撃力は知力に影響されるので、無論知力の高い方が有利となる。数字には道理・利害・情義の3系統があり、同じ系統を盤上に一列揃えるとコンボが成立。心理バーを大幅に押し込むことが出来る。またこれとは別に集中(攻撃力上昇)・惑乱(盤上をシャッフル)・再考(コマンドの再配布)や、各武将の特技を持ち込むことで勝敗をさらに優位に展開させることも可能となっている。

### 一騎打ち
一騎打ちは攻撃コマンドの突(刺突・破突)、斬(斬込・斬撃)、払(薙払・胴払)と防御コマンドと回避コマンドのいずれかを一度に三つ互いに提示して進行する。武技に必要なコマンドがあればそれを揃えて提示することで必殺技を発動させることもできる。例．刺突＋斬込＋薙払＝疾風　なおコマンドの優先は上から順に回復、反撃、上位攻撃、下位攻撃の4段階となっている。

### 戦役
通常の戦争に加え「戦役」が追加された。大将軍以上の官爵を持つ勢力が発令できる。戦役が発令されるとその地方の他の勢力はどちらに味方するか敵対するか立場を表明。マップ上での一斉戦争となる。発令側は敵対勢力の都市を全て制圧、または撤退。敵対側は発令側の都市を1都市でも奪えば戦役が終了する。戦役のメリットは一度の戦争で地方都市全てを制圧できることにある。

しかし致命的な欠点もあり、通常の城門戦や野戦と違い、戦役は期間の制限がなく、大抵が長期戦(2ヶ月以上)で兵糧切れになりやすい。こうなるとプレイヤーもCOMもまともな行動が出来ない状態に陥ってしまう(都市や拠点の待機で兵糧補充⇔移動中に兵糧切れで再度戻る、のパターンが延々と続く)。都市間の広い地方は特にこの状態に陥りやすく、さらにプレイヤーが敵対側で勝つ見込みのない場合は戦役を終わらせることすら不可能となってしまうのである。結果、戦役は短期決戦が求められるようである。

### 従属
勢力間の関係に従属が追加されている。自ら望んで特定勢力に従属させてもらえるよう外交したり、他勢力に対し勧告することで従属させたりすることでこの関係となる。従属関係が同盟と異なるのは、宗主側からは破棄できない、従属側は同盟ができなくなる、従属側は宗主に収入の1割を献上するといった点がある。なお、従属勢力にさらに勧告すると完全に勢力を支配できる。また、自勢力とその従属勢力が全都市を支配した場合は、従属勢力を滅ぼさなくてもその時点で中華統一となる。

### 歴史イベント
史実モードなら普通にプレイしているだけでもある程度は起こる。シリーズ他作品との違いは、強制的に支配勢力の変更が起こるなど、ゲーム進行への影響が強いイベントが多いことである。そのため1～2年ほど放置しておくだけで勝手に史実通りの展開に進みやすい。が、それとは裏腹にそのイベント発生条件が色々と制約が多い為、さらに数年先のイベントは起こしづらいという難点もある。なお開始前の設定で仮想モードにすることで、全ての歴史イベントを発生させないようにすることはできる。

### 酒家の依頼事
基本となる内政・外交・軍事・人事・計略などの仕事とは別に、酒家で独自に依頼事を受けることが出来る。その種類は実に83項目にも及び、地方や名声値によって限定されるものまである。これらは主に鍛錬と同時に報酬を貰うことが目的となる。

### 結婚
パワーアップキット版では『VIII』のPKに引き続きゲーム内で結婚し、子育てを行うこともできる。『VIII』PKとは異なり武将同士での結婚もできるようになった。

## シナリオ
本体シナリオ
1. 184年2月　黄巾興りて　英雄青雲を抱く
2. 189年9月　虎狼君臨し　帝都に暗雲漂う
3. 194年3月　飛将来りて　中原に武威蠢く
4. 200年1月　二強相争い　官渡に雌雄決す
5. 207年5月　臥龍出廬し　美周郎江を焼く
6. 217年7月　大器晩成し　漢中に戦慄走る
7. 227年4月　丞相出師し　五度宿敵と対す

PK追加シナリオ
1. 211年1月　義臣横死し　鉄騎渭水を渡る
2. 221年6月　書生顕れて　蜀主夷陵に堕つ
3. 253年2月　遺志継ぎて　孤将独り力戦す
4. 250年1月　英雄集いて　一同に覇を競う

※ PC版は全て、PS2版は3のシナリオのみ追加（ただし特定条件を満たせば4のシナリオが追加される）

### 戦史モード
PKで新たに追加されたモードでステージクリア型の戦闘を楽しむモード。

## ネットワーク
本作ではネットワークの比重が大きくなっている。ゲーム起動後「ネットワークに接続する」を選択すると、ゲームプログラムが自動的にアップデートされる、自分のプレイ内容が送信されランキングとして集計される、（これまでの武将交換掲示板経由ではなく直接）新武将の交換ができる、などの機能が利用できる。